# 廣瀬無線電機
廣瀬無線電機株式会社（ひろせむせんでんき、英: HIROSE R&E CO.,LTD）は、東京都千代田区に本社を置く電気器具・家電製品を扱う商社。
1925年（大正14年）にラジオ・部品卸商として創業し、現在は全国の家電量販店やホームセンター等への卸売事業を中心に行っている。

## 沿革
- 1925年（大正14年）3月 - 東京・神田淡路町に、廣瀬太吉がラジオ卸商・廣瀬商会を創立。NHKの試験放送開始とほぼ同時期であり、「NHKと共に生まれた広瀬」を標榜している。
- 1933年（昭和8年）4月 - 現在の本社所在地・外神田に移転。株式会社廣瀬商会に改組。
- 1940年（昭和15年）12月 - 廣瀬無線電機株式会社に社名変更。
- 1951年（昭和26年）11月 - ヒロセテクニカルサービス株式会社を設立。
- 1955年（昭和30年）6月 - 寿土地建物株式会社を設立。
- 1957年（昭和32年）4月 - 廣瀬太吉が紺緩褒章を受章。
- 1958年（昭和33年）5月 - 廣瀬太吉が藍緩褒章を受章。
- 1965年（昭和40年）4月 - 広瀬電工株式会社を設立。
- 1971年（昭和46年）4月 - 廣瀬太吉が勲三等瑞宝章を受章。
- 1973年（昭和48年）10月 - 現本社ビルが完成。
- 1978年（昭和53年）12月 - 株式会社廣瀬本社を設立。
- 1985年（昭和60年）1月 - ヒロセテクニカルサービスが、ヒロセテクニカル株式会社に社名変更。
- 2000年（平成12年）8月 - 創業者・廣瀬太吉が死去。
- 2003年（平成15年）2月 - 株式会社廣瀬本社と廣瀬無線電機株式会社が合併。現在の廣瀬無線電機株式会社となる。
- 2014年（平成26年）3月 - 広瀬電工株式会社の量販部門を統合。

## 廣瀬本社ビル
本社ビルは中央通り沿いにあり、地下は同人ショップ「メロンブックス秋葉原店」、1階は免税店「AKKY II」、1 - 4階はゲームセンター「Hey（Hirose Entertainment Yard）」（以下「Hey」）、5階にはイベントスペースが入居している。
以前は、中央通り側に子会社の広瀬商会が運営する家電小売店「ヒロセムセン」、裏通り側に子会社のヒロセテクニカルが運営する「ヒロセパーツセンター」が入居し、その後「ヒロセムセン」廃業後の跡地に「ヒロセパーツセンター」が増床（後に店名も「ヒロセテクニカル」に改称）。2002年頃、「ヒロセテクニカル」が廣瀬本社ビル2号館（外神田1丁目11-12）に移転。跡地は一時イベントスペースになった後、2003年11月13日「AKKY II」が開店する。
2001年4月29日、「Hey」が2 - 3階のみで開店、4階はインターネットカフェ「Necca秋葉原店」が2001年6月23日より営業していた。Neccaは2006年12月31日をもって閉店し、跡地は「Hey」が増床。
裏通り側の「ヒロセパーツセンター」閉店後に「HIROSE DVD BANK」が開店し、2010年10月6日に閉店する。跡地には「Hey」が12月17日に増床した。

## 家電量販事業
かつてグループ会社の株式会社広瀬商会が、ヒロセムセンの屋号で家電量販店として秋葉原に3店舗を展開し、秋葉原電気街の礎を築いた老舗量販店として知られている。全盛期ではエフエム東京でスポットCMを数多く流していた。現在は量販店事業から卸売業へと事業を改革。

## 関連会社
- 広瀬電工株式会社 - 電気工事、電材卸、住宅リフォームなど
- ヒロセテクニカル株式会社 - 電気設備システムの設計・施工、秋葉原HITEC館での電子工具・部品類の小売り
- 寿土地建物株式会社 - 秋葉原界隈の第1・第2・第3・第5電波ビルでの貸ビル事業